# Krasnosawodsk
Krasnosawodsk (russisch Краснозаво́дск) ist eine Stadt mit rund 13.392 Einwohnern (Stand 14. Oktober 2010) in der Oblast Moskau (Russland). Sie gehört zum Rajon Sergijew Possad und liegt knapp 90 km nordöstlich von Moskau.

## Geschichte
Am 15. Juli 1915 wurde sieben Kilometer von der Moskau-Jaroslawler Eisenbahnstrecke eine Munitionsfabrik gegründet, die einige Jahre später eine wichtige Rolle bei der Belieferung der Roten Armee im Russischen Bürgerkrieg spielte. 1916 entstand an der Fabrik eine Arbeitersiedlung, zunächst ohne eigenen Namen. Nach 1917 trug der Ort zu verschiedenen Zeiten die Bezeichnungen Sagorski (nach der nahen Stadt Sagorsk, dem heutigen Sergijew Possad), Possjolok pri sawode № 11 („Siedlung beim Werk Nr. 11“), Wosroschdenije („Auferstehung“), Lesnoi (etwa „Waldsiedlung“) und ab 1939 Krasnosawodski (etwa „Rote-Fabrik-Siedlung“). 1940 wurden die Stadtrechte unter der heutigen Namensform verliehen. Die Fabrik wurde mehrfach erweitert und heißt heute Krasnosawodsker Chemiewerk.
Im Jahr 2000 wurde ein Teil des Krasnosawodsker Stadtgebietes, die Siedlung Nowostroika („Neubau“), ausgegliedert und besteht seitdem als eigenständige Stadt namens Pereswet.

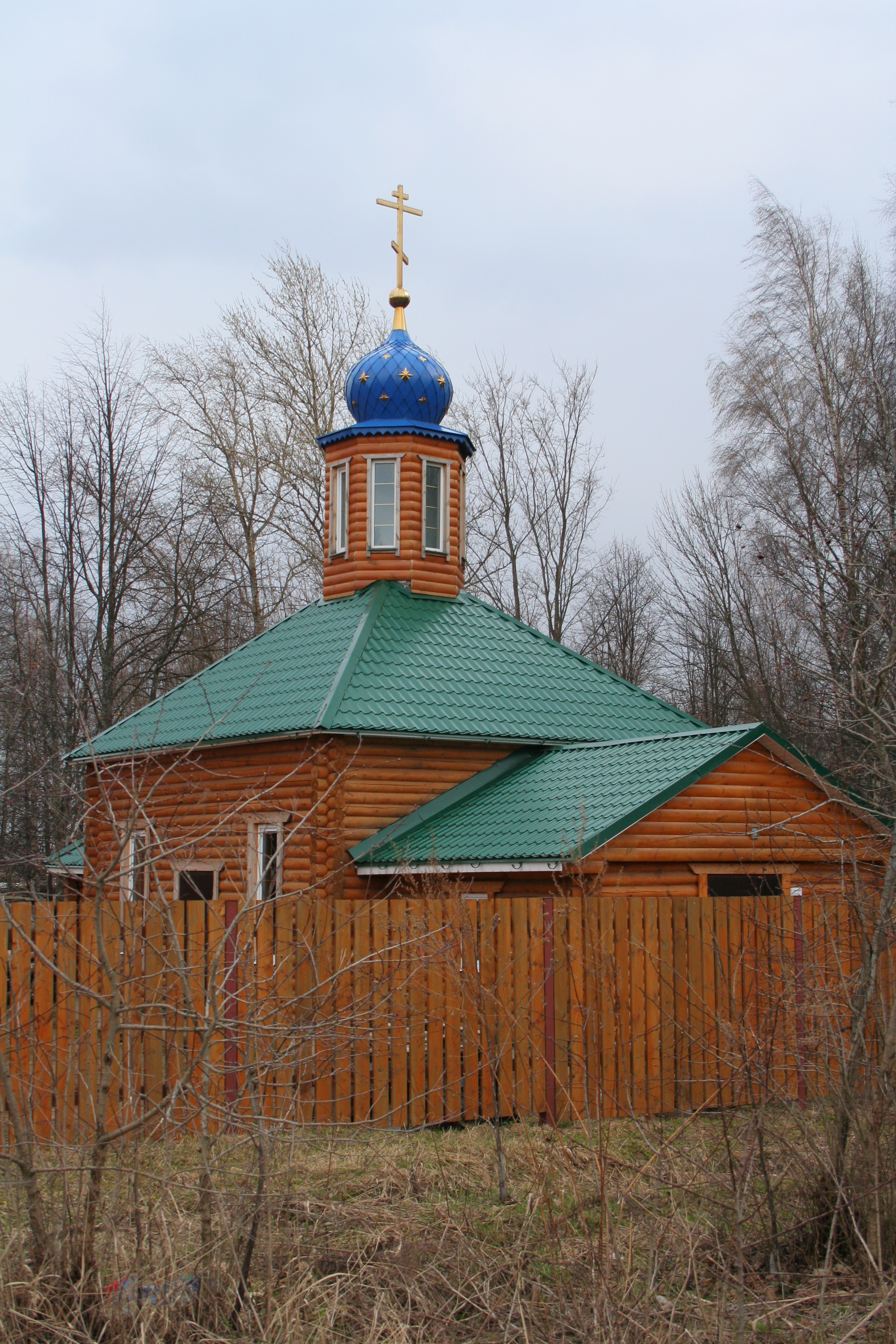
Kirche der Gottesmutter-Ikone von Iviron
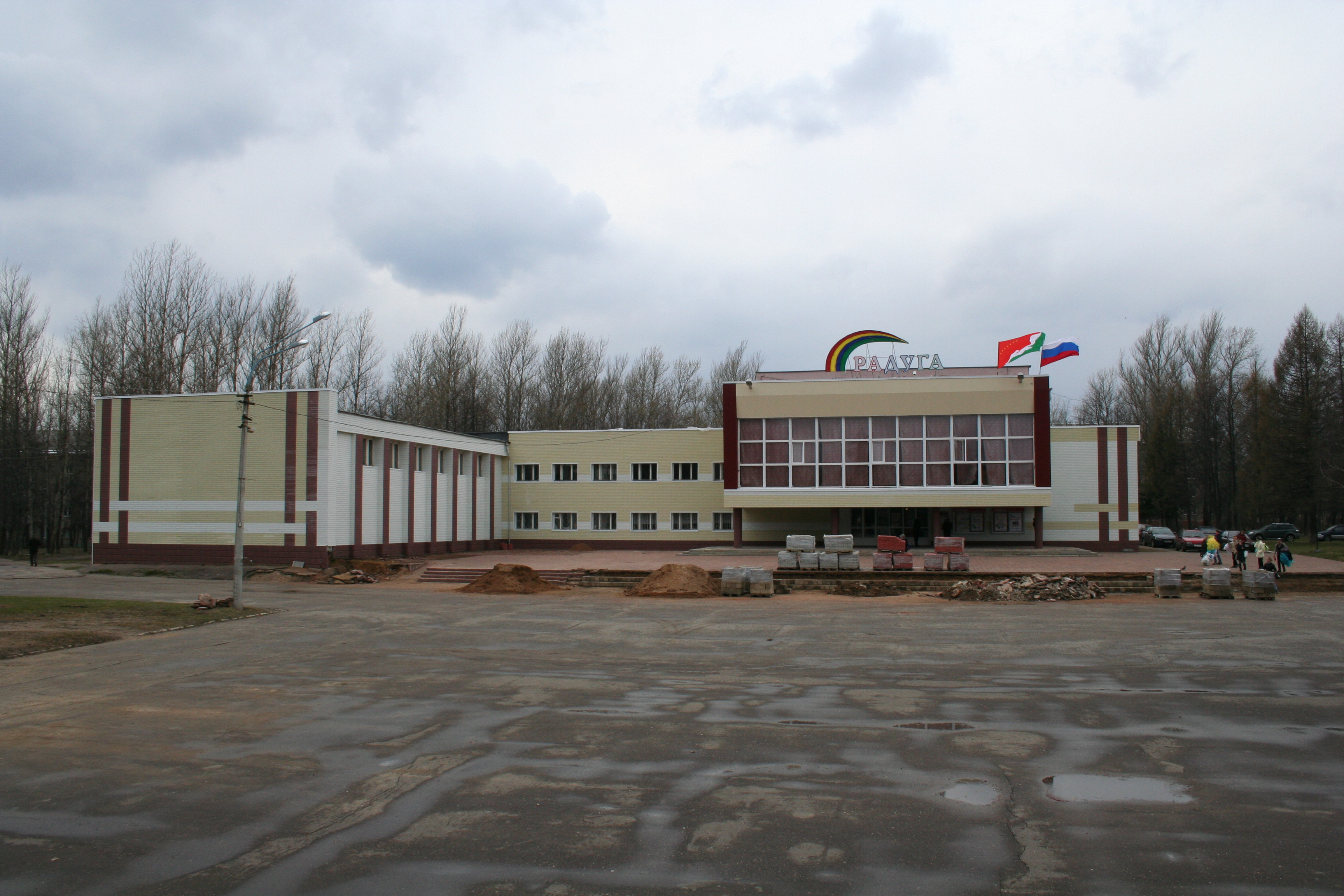
Kulturhaus in Krasnosawodsk

### Bevölkerungsentwicklung
| Jahr | Einwohner |
| ---- | --------- |
| 1926 | 700       |
| 1939 | 13.382    |
| 1959 | 19.523    |
| 1970 | 25.394    |
| 1979 | 27.371    |
| 1989 | 29.786    |
| 2002 | 13.549    |
| 2010 | 13.392    |

Anmerkung: Volkszählungsdaten (1926 gerundet)

## Wirtschaft und Infrastruktur
Das Chemiewerk stellt den größten und bedeutendsten Industriebetrieb in Krasnosawodsk dar. Heute spezialisiert es sich vorwiegend auf die Herstellung der Jagdmunition und der Feuerwerkskörper. Weitere Betriebe der Stadt sind eine Brot- und eine Baustofffabrik. Sieben Kilometer nördlich der Stadt liegt das Dorf Bogorodskoje, das für sein Holzschnitzerhandwerk überregional bekannt ist.
Nahe Krasnosawodsk verläuft die Bahnstrecke Moskau–Jaroslawl, eine der Teilstrecken der Transsibirischen Eisenbahn. Vom Bahnhof Buschaninowo aus bestehen Verbindungen zum Jaroslawler Bahnhof in Moskau sowie nach Alexandrow, Sergijew Possad und in andere Städte. Nahe Buschaninowo verläuft auch die Fernstraße M8.

## Persönlichkeiten
- Ljubow Kosyrewa (* 1956), Volleyballspielerin[2]
- Tamara Dronowa (* 1993), Radrennfahrerin